# کریستین آلن
کریستین آلن (به انگلیسی: Kristin Allen) ژیمناست زادهٔ ۱۰ ژوئیهٔ ۱۹۹۲ میلادی اهل کشور ایالات متحده آمریکا است.